# Спірея японська
{{#ifeq:0|0|{{#if:|{{#if:Spiraeajaponica|[[]}}|}}}}
Таволга японська (Spiraea japonica) — вид листопадних декоративних чагарників родини трояндових (Rosaceae).
Таволга японська має просте листя на жилястих, прямостоячих стеблах, що вільно гілкуються. Стебла від коричневого до червоно-коричневого кольору, круглі у перерізі. Чагарник досягає від 1,2 м до майже 2 м заввишки й майже стільки ж завширшки. Листя, як правило, овальної форми від 2,5 см до 7,5 см завдовжки, мають зубчасті поля і чергуються вздовж стебла. Суцвіття рожевих квіток знаходяться на кінцях гілок. Насіння приблизно 2.5 мм у довжину і знаходиться у невеликих блискучих капсулах.

## Природні різновиди
- Spiraea japonica var. acuminata Franch.
syn. : Spiraea bodinieri H. Lev., Spiraea bodinieri var. concolor H. Lev., Spiraea esquirolii H. Lev.
- Spiraea japonica var. fortunei (Planch.) Rehder
syn.: Spiraea fortunei Planch., Spiraea japonica var. fortunei Koidz.
- Spiraea japonica var. glabra (Regel) Koidz.
syn.: Spiraea callosa var. glabra Regel
- Spiraea japonica var. japonica
syn.: Spiraea callosa Thunb.[5]

## Ареал

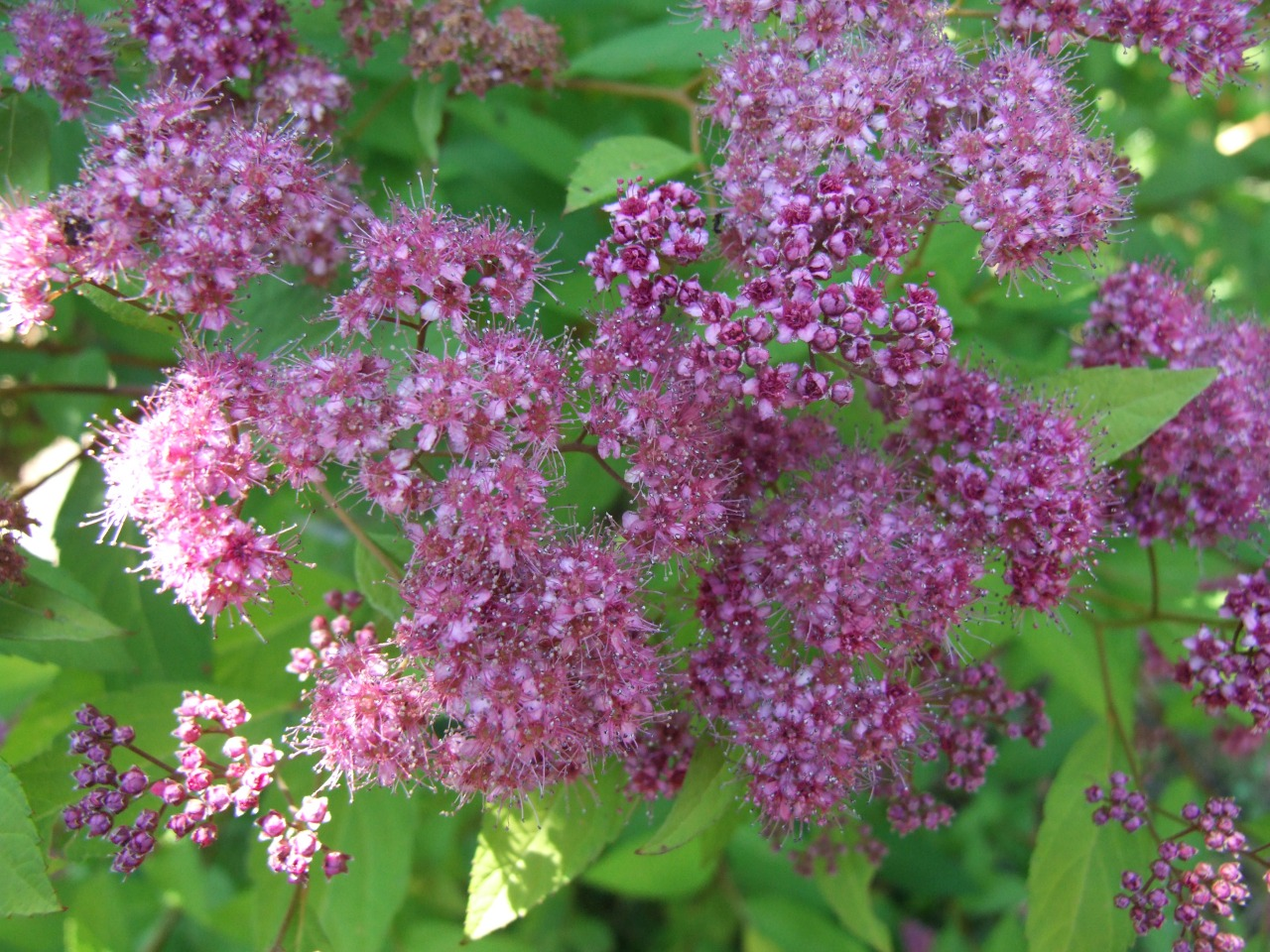
Суцвіття

Таволга японська родом з Японії, Китаю та Кореї. Південно-Західний Китай є центром збереження біорізноманіття виду.

## Використання
Це традиційний декоративний вид. Високі форми вирощуються як живоплоти. Низькорослі форми використовуються як ґрунтопокривна рослина або для бордюрів.
Рекомендується весняне обрізування. Пагони вкорочують до висоти 15-20 см від рівня ґрунту. Влітку видаляють відцвілі суцвіття підтримки декоративної форми куща.

## Декоративні форми

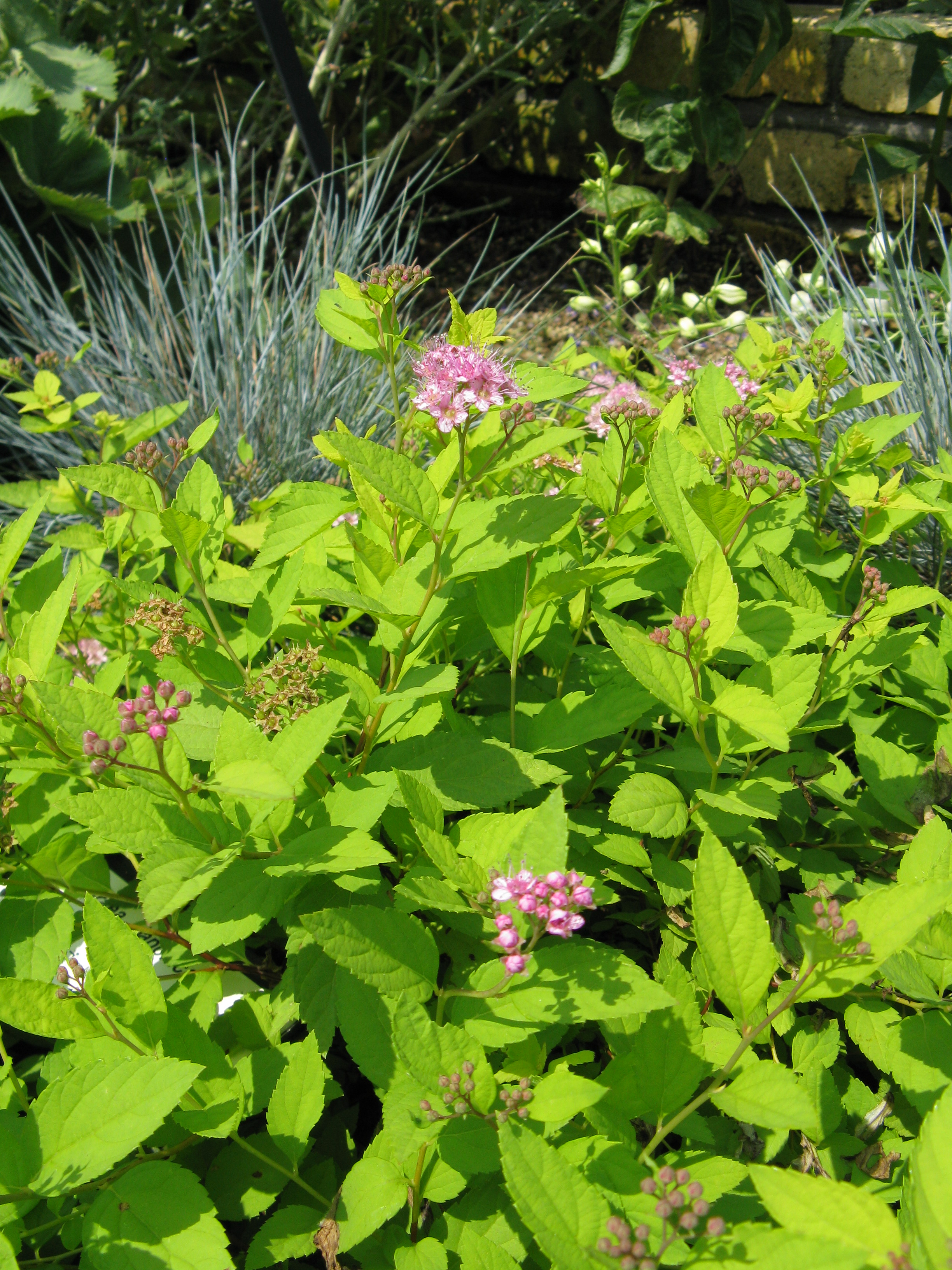
'Gold Mound'

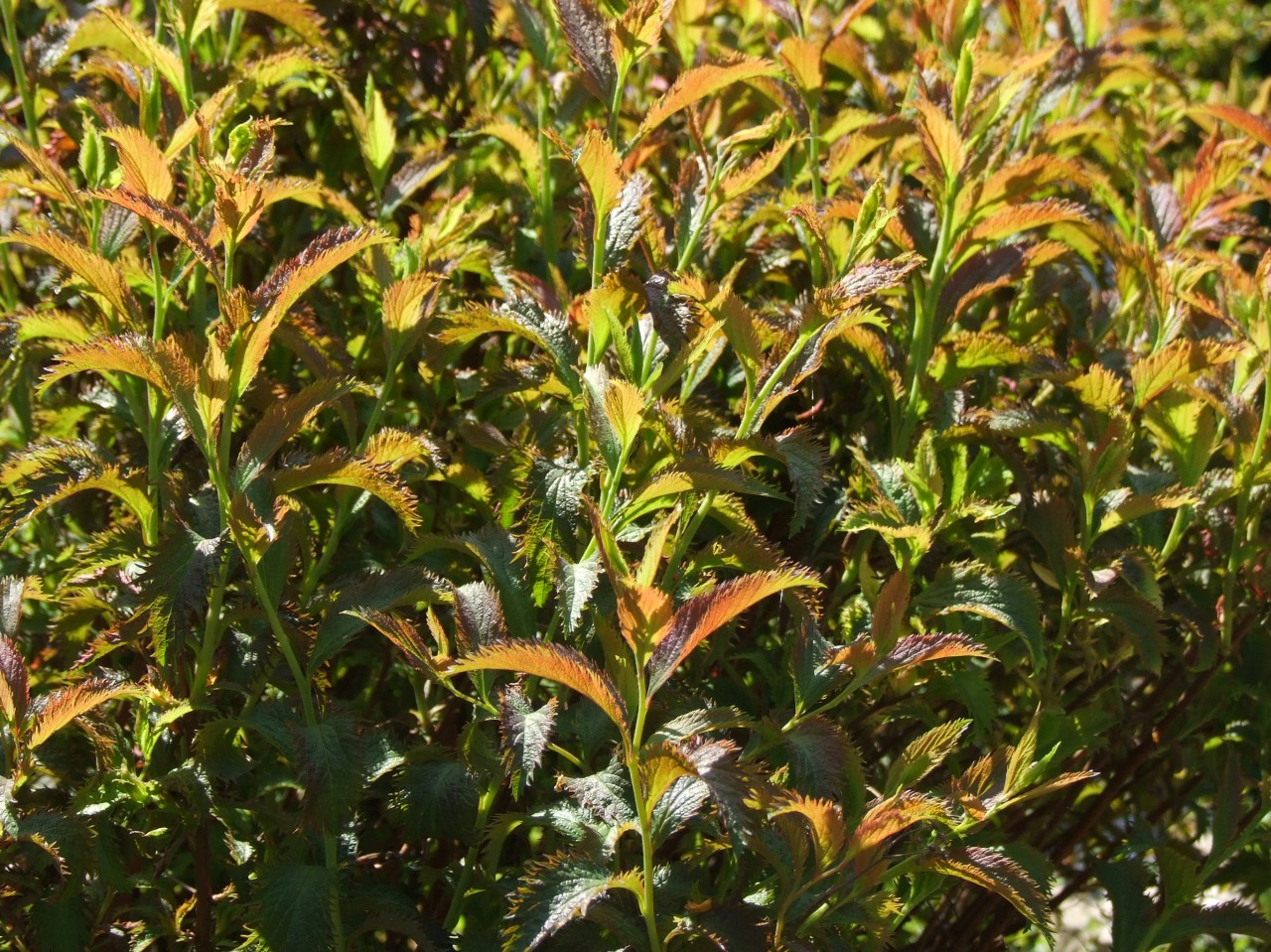
'Crispa'

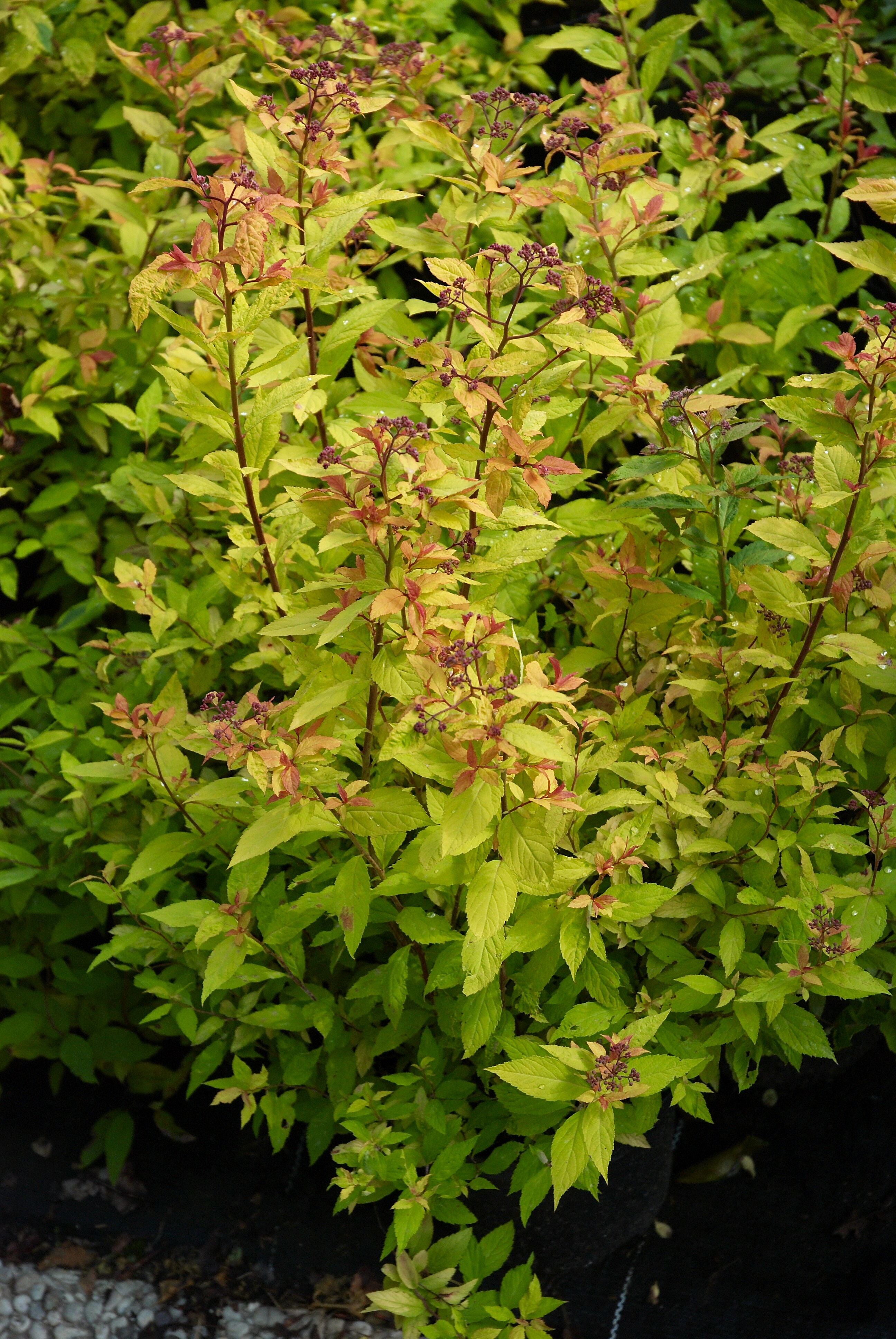
'Goldflame'

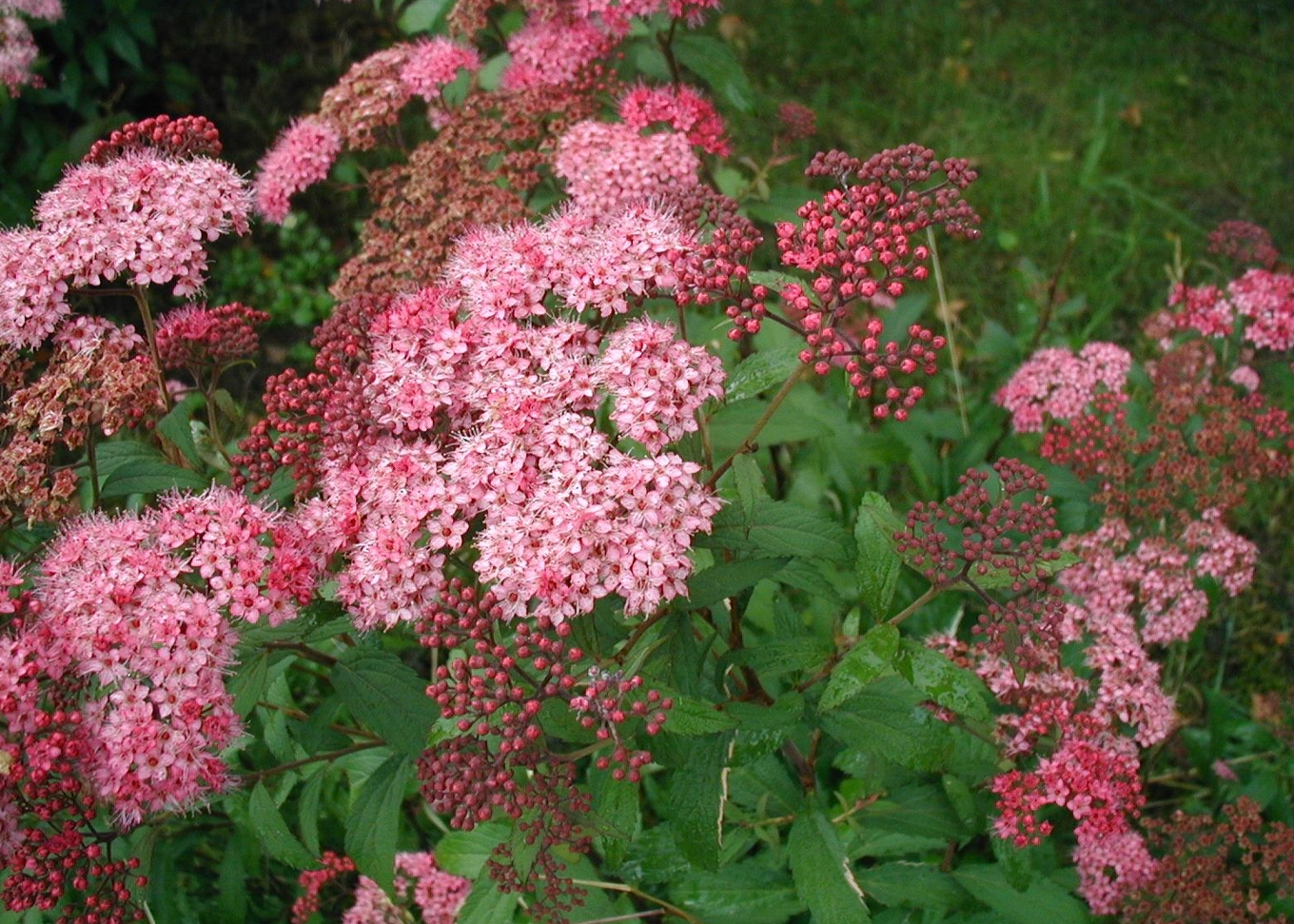
'Anthony Waterer'

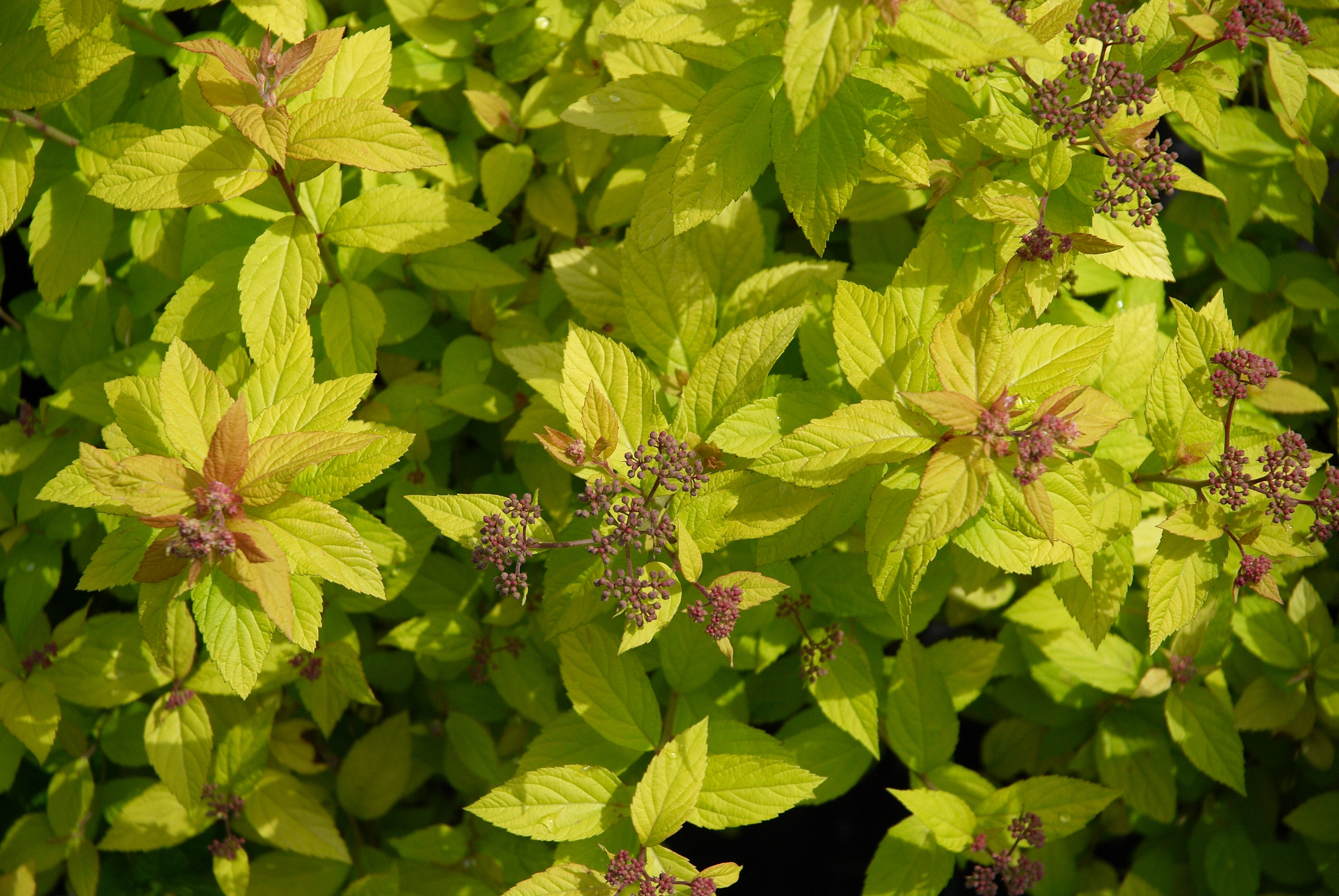
'Golden Princess'

- var. glabra (Regel) Koidz. Висота та ширина куща до 1,5 м.
- ' Alpina'. Висота куща близько 40 див, діаметр крони близько 80 див. Пагони густоопушені, жовті. Листя зверху темно-зелені, знизу сизуваті. Квітки світло-рожеві. Цвіте у липні — серпні.
- ' Bullata'. У культурі з 1880 року. Карликовий чагарник 30-35 см заввишки, який можна використовувати в масивах як ґрунтопокривна рослина; окремі кущики будуть гарною окрасою кам'янистих садів. Листя густе, листя за назвою сорту, зморщені, «бульбашкові». Зверху вони темні сизувато-зелені, знизу сіро-зелені, дрібні, із зубцями. Квітки рожеві, суцвіття невеликі та щільні. Цвіте у червні — липні.
- ' Crispa'. Висота куща 50 — 60 см, ширина 70-80 см. Листя яйцеподібні, розрізані, хвилясті, при появі червоні, пізніше світло-зелені, восени червоні або оранжево-бронзові. Суцвіття до 5,5 см у діаметрі. Квітки ніжно рожево-лілові. З'являються на кінцях торішніх пагонів у липні, цвітіння триває 1,5 — 2 місяці.
- ' Darts Red' (' Darts Red'). Формою куща нагадує Little Princess. Бутони мають рожеве забарвлення, квітки інтенсивно пурпурові.
- ' Genpei' (' Shirobana'). Висота куща 06-08 м, ширина близько 1 м. Пагони червоно-коричневі, листя темно-зелене. Квітки білого, рожевого та червоного кольору одночасно присутні у кожному суцвітті. Цвітіння: липень-серпень.
- ' Golden Carpet'. Висота куща близько 20 см, ширина близько 38 см. Листя ланцетове, гладке, золотисте, 2×1 см. Пагони стелиться, розташовані щільно. Квітів немає або їх дуже мало. Квітки зеленувато-рожеві. У відкритому ґрунті цвіте з червня до вересня, цвітіння має рідкісний, випадковий характер. Насіння та плоди не спостерігалися. Від 'Little Princess' відрізняється майже повною відсутністю цвітіння та меншими розмірами куща. Використовується в США та Канаді для оформлення полів для гольфу.
- ' Golden Princess'. Кущ заввишки близько 50 див. З моменту появи і до серпня листя жовто-зелене. Квітки рожеві. Цвіте у червні-липні.
- ' Gold Mound'. Кущ заввишки до 1 м. З моменту появи й до серпня листя жовто-зелене. Квітки рожеві.
- ' Green Carpet'. Висота куща близько 17 см, ширина близько 34 см. Листя ланцетове, гладке, зелене, розташоване, як правило, симетрично. Довжина: близько 2 див. Ширина: близько 1 див. Квітів немає або їх дуже мало. Рожеві квіти. У відкритому ґрунті цвіте з червня до вересня, цвітіння має рідкісний, випадковий характер. Насіння та плоди не спостерігалися. 'Green Carpet' схожий на колір листя на рослини 'Little Princess'. Відрізняється вдвічі меншими розмірами та відсутністю або слабкою виразністю цвітіння.
- ' Goldflame'. Висота куща до 60-80 см, діаметр до 1 м. Листя довгасте, по краю зубчасте, 5-8 см завдовжки. Молоде листя оранжево-червоного або бронзово-золотистого кольору. Пізніше листя стає яскраво-жовтим, і жовто-зеленим на момент цвітіння. Осіннє забарвлення листя — мідно-жовтогарячого із золотом (на кислих ґрунтах — яскравіше). Іноді на кущі з'являється строкате листя. Цвітіння рясно. Квітки дрібні, яскраво-рожеві. Цвіте з кінця червня до середини серпня, середня тривалість цвітіння — 50 днів.
- ' Little Princess'. Висота куща до 0,8 м. Крона до 1,2 метра в діаметрі, округла, компактна, щільна, насиченого зеленого кольору. Восени листя жовтіє. Річний приріст 0,1 м заввишки та 0,15 м завширшки. Бутони зелені. Квіти: рожево-червоні, дрібні, діаметром 0,5 см, зібрані в щиткоподібні суцвіття на кінцях гілок, діаметр суцвіття 3-4 см. Цвіте у червні-липні 30-45 днів. Сорт світлолюбний, виносить легке затінення.
- ' Makrophylla '. Висота куща 1,3 м, діаметр до 1,5 м. Листя велике, здуте, зморшкувате, до 20 см завдовжки та 10 см шириною, пурпурово-червоні при розпусканні, з віком зелені, восени жовті. Суцвіття дрібні, рожеві.
- ' Nana'. Висота куща 20-30 см. Квітки рожеві, цвіте із середини липня до середини серпня.
- ' Froebelii'. Кущ 0,8-1,2 метра в діаметрі. Крона куляста, гілки прямостоячі. Листя широкояйцеподібне, пурпурове навесні та восени, влітку — зелене. Цвіте з липня до середини вересня. Суцвіття великі пухкі щиткоподібні, насичено-малинового кольору.
- ' Ruberrima'. Кущ заввишки до 1,3 м. Квітки карміново-червоні.
- ' Shirobana'. Кущ округлий, заввишки близько 60 див. На тому самому суцвітті присутні і білі і рожеві квітки.